# Plagiometriona ambigena
Plagiometriona ambigena  (лат.) — вид жуков щитоносок (Cassidini) из семейства листоедов. Эндемик Южной Америки: Бразилия (Rio de Janeiro, Santa Catarina). Форма тела уплощённая. Растительноядный вид, питается растениями семейства паслёновые (Solanaceae: Solanum megalochiton, Solanum swartzianum).